# Epidendrum calyptratum
Epidendrum calyptratum är en orkidéart som beskrevs av Friedrich Carl Lehmann och Friedrich Fritz Wilhelm Ludwig Kraenzlin. Epidendrum calyptratum ingår i släktet Epidendrum och familjen orkidéer. Inga underarter finns listade i Catalogue of Life.